# 东甲
东甲是马来西亚柔佛州东甲县的城镇及縣府，別稱“布城”，人口约五万两千人。
东甲曾经以其布庄生意而闻名，美食则有牛腩麵、传统豆沙饼等。

## 历史
根据传说，东甲是由来自印尼廖内群岛的七兄弟开发。由郎马末（Lang Mahmud）领导的一行人乘坐小舟抵达麻坡后，取道吉双河进入东甲河，由于东甲河一带是沼泽地，他们只好慢慢爬行越过沼泽。他们抵达淡峇山（Bukit Tambak）高地后就在此开拓村庄。东甲之名就是由“merangkak”（马来语「爬行」之义）而来。
另一版本的故事则传说，东甲是于19世纪初，由哈芝尤索夫（Haji Yusof）和亞卡（Arkah）大臣领导的八名爪哇人开发。他们当时在此地清理沼泽地，为了避免被有刺的树枝擦伤，他们被迫弯着背工作，而东甲之名据说是源自爪哇语“berangkak”。
还有一说认为，东甲是于19世纪，由来自印尼苏门答腊西部的巴葛鲁容移民所开拓。巴葛鲁容人已于18世纪时开发马六甲的佐丰。他们沿着吉双河逆流而上，朝着金山前进。河的左岸有座山丘，他们爬行着穿越沼泽森林，并在该地建立村庄。当他们回到家乡佐丰，被问及「你住哪里？」时，便回答「我住在那里爬行的地方」。之后「tang merangkak」（爬行的地方）再慢慢演变成「Tangkak」，华文音译为「东甲」。

## 教育

### 小学
- 启明一小 (SJKC CHI MING 1)
- 启明二小 (SJKC CHI MING 2)

### 中学
- 敦玛末国中（SMK Tun Mamat）
- 礼让国中（SMK Ledang）
- 斯里东甲国中（SMK Seri Tangkak）
- 利丰港培华华中（SMJK Pei Hwa）
- 培华独中（Sekolah Menengah Persendirian Pei Hwa）
- 登姑玛末依斯干达国中（SMK Tengku Mahmud Iskandar）
- 巴力文莪国中（SMK Parit Bunga）
- 柏西西兰柏达纳国中（SMK Pesisiran Perdana）

### 学院
- 柔佛东甲大学预科班学院（Kolej Matrikulasi Johor），位于甘榜巴也马

## 圖集

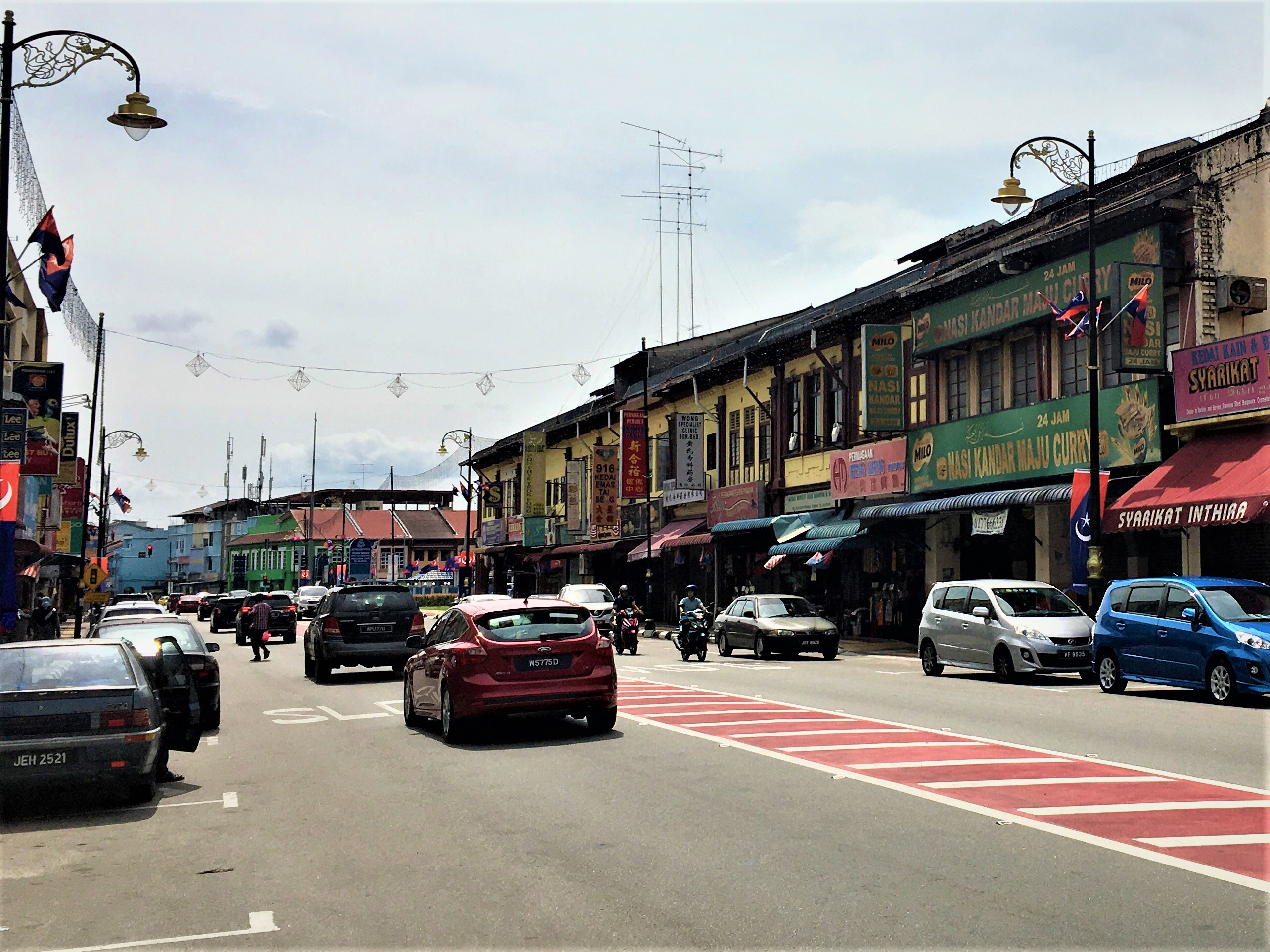
东甲大街

## 政治
柔佛州議會中設有東甲的選區。 該席次目前由屬執政聯盟希望聯盟（PH）的民主行動黨（DAP）的黄俊历（Ee Chin Li）擔任。
在國家層面，東甲屬於礼让國會選區（Kawasan Parlimen Ledang），目前由來自聯邦執政聯盟希望联盟的人民公正黨（PKR）的賽義德·易卜拉欣·賽諾（Syed Ibrahim Syed Nor）担任。